# Gathwane
Gathwane – wieś w Botswanie w dystrykcie Southern. Według spisu ludności z 2011 roku wieś liczyła 879 mieszkańców.